# To Save a Life
To Save a Life ist ein US-amerikanisches Filmdrama von 2009. Der christliche Low-Budget-Film des Regiedebütanten Brian Baugh folgt einem beliebten Schüler, dessen bisheriges Leben in Frage gestellt wird, als ein ehemaliger Freund von ihm Selbstmord begeht. Der Film beschäftigt sich daraufhin mit der Frage, was ein Einzelner tun würde, um ein Leben zu retten (englisch to save a life), setzt sich dabei mit Selbstverletzendem Verhalten auseinander und geht auf die Themen Suizidalität und Freundschaft näher ein.

## Handlung
Nicht mehr als ein Dutzend Leute sind bei der Beerdigung des 17-jährigen Roger Dawson anwesend. Jake, ein junger, gutaussehender Schüler einer Highschool steht abseits und erinnert sich: In Kindertagen waren die beiden beste Freunde. Roger hatte Jake davor bewahrt, von einem Auto angefahren zu werden, wurde aber dabei selbst verletzt und trug bleibende Schäden davon; er humpelte seitdem und wurde so immer mehr zum Außenseiter. Während andere Schüler Roger hänselten und mobbten, wurde Jake einer der beliebtesten Schüler, als erfolgreicher Basketballer mit hübscher Freundin, ein Sportstipendium seiner Lieblingsuniversität Louisville in der Tasche. Seinen ehemals besten Freund Roger hatte Jake schon lange vergessen. Für Jake schien alles perfekt, bis Roger eines Tages in die Schule gehumpelt kam und eine Waffe zog. Jake wollte ihn noch zurückhalten. Doch Roger meinte nur „Zu spät, Jake.“ und schoss sich in den Kopf.
Nach der Beerdigung beginnt Jake zu zweifeln. Während seine Freunde weiterleben wie zuvor, beginnt er, sich Fragen zu stellen: Hätte er den Selbstmord von Roger verhindern können? Als er den Jugendpastor Chris Vaughn kennenlernt, spricht er mit ihm über diese Fragen. Er wird zu christlichen Veranstaltungen eingeladen, ist zunächst skeptisch, beginnt sich jedoch bald zu verändern. Sein alter Freundeskreis hält nicht viel von seinen Veränderungen. Doch Jake versucht trotzdem, einen Unterschied zu setzen und weitere Selbstmorde zu verhindern. So richtet er auf Rogers Myspace-Internetseite eine Hilfeseite für selbstmordgefährdete Jugendliche ein. In der Schule knüpft er Kontakte zu Außenseitern. Dabei befreundet er sich mit Jonny Garcia, einem Freund Rogers.
Aufgrund seiner neuen Kontakte und christlicher Veranstaltungen entscheidet er sich ebenfalls, Christ zu werden, doch sein Leben wird dadurch nicht einfacher. Seine Freundin Amy ist von den Veränderungen Jakes nicht begeistert und trennt sich schließlich von ihm. Seine Eltern geraten in Streit, und als die Mutter von einer Affäre des Vaters erfährt, trennen sich die beiden. Da erfährt er auch noch von der Schwangerschaft seiner Ex-Freundin, die abtreiben lassen will. Während sein altes Leben immer mehr in sich zusammenfällt, braucht Jonny seine Hilfe, doch Jake lässt ihn sitzen, weil er selbst genug Probleme hat. Nach einem Gespräch mit Chris entschließt er sich, sein Stipendium aufzugeben und stattdessen bei Amy zu bleiben, die sich daraufhin entschließt, das Baby zu behalten.
Die Ereignisse überschlagen sich, als über Jonnys Handy eine Bombendrohung abgegeben wurde. Als Jake herausfindet, dass ein anderer Schüler Jonny die Bombendrohung unterschieben will, setzt er sich trotz Strafandrohung für Jonny ein und kann dessen Unschuld beweisen.
Auf der MySpace-Seite von Roger haben sich währenddessen hunderte Menschen gemeldet, Rogers Geschichte habe sie vom Selbstmord abgehalten. 
Abschließend sieht man die Zukunft der Protagonisten: Jake und Amy treffen die zukünftigen Adoptiveltern des ungeborenen Kindes und schaffen ihren Abschluss, ihr Kind wird gesund geboren, Jake geht doch nach Louisville, Amy hat vor, später nachzukommen. Auf der Fahrt nach Louisville öffnet Jake einen Brief, den er zuvor von Jonny erhielt. In diesem steht, dass Jonny sich bereits vorgenommen hatte, sich umzubringen. Erst Jakes Kontaktaufnahme brachte ihn davon ab und rettete ein Leben.

## Filmmusik und Soundtrack
Die Filmmusik, die von Timothy Michael Wynn komponiert wurde, ist seit dem 29. Januar 2010 auf iTunes unter dem Titel To Save A Life (Original Motion Picture Score) als MP3-Album erhältlich.
Der Soundtrack des Films besteht aus elf Titeln verschiedener christlicher Bands und Sänger. Das Album wurde als Download mit dem Namen To Save a Life (Official Movie Soundtrack) auf der offiziellen Seite des Films und auf iTunes am 20. Januar 2010 veröffentlicht.
| Titelliste | Titelliste |
| --- | ---------- |
| 1. Boom – 3:56 (Da Enforcerz) 2. 500,000 Boomin' Watts – 2:41 (Flynn Adam) 3. Bounce – 3:19 (J-Rus) 4. Fall Back – 2:40 (Bobby Taylor) 5. Outsider (Shift and Blur Version) – 4:44 (The Daylights) 6. Golden Thread – 3:30 (Joy Williams) 7. Sunset Cliffs – 3:17 (Paul Wright) 8. Go Together – 2:27 (Jillian Edwards) 9. Rollercoaster – 3:43 (Kendall Payne) 10. Hero (Red Pill Mix) – 4:27 (Superchick) 11. Future Plans – 1:49 (Timothy Michael Wynn) |            |
| |            |

## Hintergrund
Die Koproduktion der Filmproduktionsgesellschaften Samuel Goldwyn Films, Outreach Films und New Song Pictures mit einem Budget von 500.000 US-Dollar nahm am Startwochenende 1.581.517 US-Dollar und insgesamt 3.823.025 US-Dollar ein.
Drehbuchautor und Produzent Jim Britts hatte die Idee zu dem Film, da er das wachsende Problem von Selbstverletzendem Verhalten unter Teenagern beobachtete. Britts, ein christlicher Jugendpastor aus Südkalifornien und seine Frau, eine Lehrerin, verknüpften mehrere Teenagerschicksale zum Drehbuch des Films. Der Regiedebütant Brian Baugh war überrascht von dem Drehbuch, das im Gegenteil zu anderen christlichen Filmen Szenen enthält, in denen Teenager Alkohol trinken, sich ritzen oder Sex impliziert wird. Der Hauptdarsteller Randy Wayne sagte, dass er die Rolle in dem Low-Budget-Film zunächst nicht spielen wollte, letztendlich doch zusagte und anbot den Film ohne Gehalt zu drehen.
To Save a Life wurde in den USA am 3. August 2010 auf DVD und Blu-ray veröffentlicht. In Deutschland erschien der Film am 22. September 2011 auf DVD und Blu-ray. Die deutsche Fassung fällt hierbei jedoch durch ihre schlechte Synchronisation auf.
Zum Film wurde von Jim und Rachel Britts ein Buch veröffentlicht, das auf Deutsch unter dem Titel To Save a Life: Bist du bereit, ein Leben zu retten? von Jokim Schnöbbe übersetzt wurde und 2012 bei Gerth Medien unter der ISBN 3-86591-657-0 erschien.

## Rezeption
In Amerika erhielt To Save a Live vor allem von renommierten Zeitungen durchweg negative Kritiken. Während die schauspielerischen Leistungen meist als positiv empfunden wurden,
fielen in den meisten Kritiken die religiöse Botschaft und die Längen des Films negativ ins Gewicht. Lediglich die Los Angeles Times sprach sich positiv über den Film aus und meinte, er sei trotz einiger Längen gekonnt geschauspielert und schaffe es, ansprechend, ergreifend und inspirierend zu sein. Das Besondere am Film sei, dass er religiöses Engagement nicht nur als etwas möglicherweise Heilendes und Erhebendes darstelle, sondern auch irgendwie cool. Dies funktioniere, weil die christlichen Jugendlichen im Film weitgehend attraktive, selbstbewusste Kinder seien, die überzeugend mit einer Reihe von sozialen und persönlichen Problemen umgehen. Die New York Times hingegen meinte, dass der Film einfach nur ein Ärgernis wäre, wenn er nicht die Schießereien in Schulen schamlos ausbeuten würde, um seine Ziele zu erreichen. Der moralisierende Film schrecke Jugendliche jedoch nicht nur durch lahme Performance und Spannungsbogen ab, schon der Schein-Hip-Hop und die unechte Alternative Musik würden Jugendliche fernhalten. Etwas milder ist da das Urteil von Roger Moore in der Orlando Sentinel: Der Film sei nicht wie andere christliche Filme zu schüchtern, um die Wirklichkeit des Lebens zu zeigen und die Schauspieler des Films seien zumindest überzeugend. Dennoch sei der überlange Film auf einem langen Weg, um dann zur vorhersehbaren Schlussfolgerung zu kommen. Regisseur Brian Baugh manage Bild und Ton des Films, die auch funktionieren wenn er den Roten Faden und jeden Sinn für Tempo bei der Verfolgung seiner „Botschaft“ oder in seinem Fall seiner „Botschaften“ verliere. Für Leute, die solche Botschaften suchen, sei der Film das Richtige.
In Deutschland erhielt der Film vergleichsweise gute Kritiken. Blickpunkt:Film beschreibt den Film als „ambitioniertes, unterhaltsames Jugenddrama mit christlicher Botschaft“. Das „Erwachsenwerdungsdrama aus Hollywoods zweiter Liga“ sei gut beobachtet und überzeugend gespielt. Darüber hinaus schreibt Blickpunkt:Film: „Für einen Film mit relativ eindeutiger christlicher Botschaft verhält sich dieser über weite Strecken angenehm normal. Sex, Drogen, Teenagerschwangerschaften werden ernsthaft thematisiert und nicht dämonisiert, auch müht man sich erfolgreich um dreidimensionale Charakterzeichnung.“